# Cuvry
Cuvry és un municipi francès, situat al departament del Mosel·la i a la regió del Gran Est. L'any 2007 tenia 762 habitants.

## Demografia

### Població
El 2007 la població de fet de Cuvry era de 762 persones. Hi havia 260 famílies, de les quals 51 eren unipersonals (16 homes vivint sols i 35 dones vivint soles), 81 parelles sense fills, 109 parelles amb fills i 19 famílies monoparentals amb fills.
La població ha evolucionat segons el següent gràfic:
Habitants censats

### Habitatges
El 2007 hi havia 273 habitatges, 265 eren l'habitatge principal de la família, 1 era una segona residència i 7 estaven desocupats. 254 eren cases i 18 eren apartaments. Dels 265 habitatges principals, 227 estaven ocupats pels seus propietaris, 37 estaven llogats i ocupats pels llogaters i 1 estava cedit a títol gratuït; 2 tenien dues cambres, 11 en tenien tres, 48 en tenien quatre i 205 en tenien cinc o més. 242 habitatges disposaven pel capbaix d'una plaça de pàrquing. A 91 habitatges hi havia un automòbil i a 158 n'hi havia dos o més.

### Piràmide de població
La piràmide de població per edats i sexe el 2009 era:
| Homes | Edats   | Dones |
| ----- | ------- | ----- |
| 0     | 95 o +  | 4     |
| 0     | 90 a 94 | 0     |
| 0     | 85 a 89 | 0     |
| 0     | 80 a 84 | 4     |
| 0     | 75 a 79 | 0     |
| 8     | 70 a 74 | 4     |
| 20    | 65 a 69 | 4     |
| 20    | 60 a 64 | 20    |
| 24    | 55 a 59 | 32    |
| 36    | 50 a 54 | 44    |
| 24    | 45 a 49 | 44    |
| 20    | 40 a 44 | 16    |
| 20    | 35 a 39 | 20    |
| 32    | 30 a 34 | 28    |
| 20    | 25 a 29 | 8     |
| 24    | 20 a 24 | 20    |
| 28    | 15 a 19 | 24    |
| 12    | 10 a 14 | 4     |
| 32    | 5 a 9   | 24    |
| 20    | 0 a 4   | 20    |

## Economia
El 2007 la població en edat de treballar era de 489 persones, 363 eren actives i 126 eren inactives. De les 363 persones actives 341 estaven ocupades (188 homes i 153 dones) i 22 estaven aturades (8 homes i 14 dones). De les 126 persones inactives 52 estaven jubilades, 39 estaven estudiant i 35 estaven classificades com a «altres inactius».

### Ingressos
El 2009 a Cuvry hi havia 272 unitats fiscals que integraven 717,5 persones, la mediana anual d'ingressos fiscals per persona era de 24.015 €.

### Activitats econòmiques
Dels 24 establiments que hi havia el 2007, 1 era d'una empresa extractiva, 1 d'una empresa de fabricació d'altres productes industrials, 7 d'empreses de construcció, 6 d'empreses de comerç i reparació d'automòbils, 1 d'una empresa de transport, 1 d'una empresa d'hostatgeria i restauració, 1 d'una empresa d'informació i comunicació, 4 d'empreses de serveis i 2 d'empreses classificades com a «altres activitats de serveis».
Dels 6 establiments de servei als particulars que hi havia el 2009, 1 era un taller de reparació d'automòbils i de material agrícola, 1 paleta, 2 guixaires pintors i 2 lampisteries.
L'any 2000 a Cuvry hi havia 6 explotacions agrícoles que ocupaven un total de 261 hectàrees.

## Equipaments sanitaris i escolars
El 2009 hi havia una escola elemental.

## Poblacions més properes
El següent diagrama mostra les poblacions més properes.